# Centre national de ressources textuelles et lexicales
Cet article possède un paronyme, voir CNRLT.
Ne doit pas être confondu avec Trésor de la langue française informatisé.
 (octobre 2024).
Le Centre national de ressources textuelles et lexicales (CNRTL) est une organisation française qui met en ligne des données linguistiques.
« Créé en 2005 par le CNRS, le CNRTL fédère au sein d’un portail unique, un ensemble de ressources linguistiques informatisées et d’outils de traitement de la langue ».

## Histoire et description
Le Centre national de ressources textuelles et lexicales a été créé par la direction du département « Homme et Société » et la Direction de l’information scientifique du CNRS, en s’appuyant sur l’UMR d'Analyse et traitement informatique de la langue française (ATILF) de l'université Nancy-II, qui a élaboré le Trésor de la langue française informatisé (TLFI). Ce projet s'intègre dans le projet européen CLARIN.
La base de données évolue avec l'aide de laboratoires volontaires qui souhaitent pérenniser et diffuser des fonds linguistiques et qui acceptent la charte éditée par le CNRTL. Le cas échéant, le CNRTL peut contribuer à la mise en forme des informations mises en ligne. Les contributions sont éventuellement validées par le comité de relecture du CNRTL et les laboratoires, puis publiées le cas échéant, l'objectif étant la dissémination la plus large possible des ressources les plus fiables possible.
La version du site au 1er janvier 2008 est la deuxième version. Le site peut recevoir plus de 3 000 000 de connexions par jour.
Le site n'est plus mis à jour depuis 2012.